# Ermīs Aradippou 2015-2016
Questa voce raccoglie le informazioni riguardanti l'Ermīs Aradippou nelle competizioni ufficiali della stagione 2015-2016.

## Rosa
Fonte:
| N. |                        | Ruolo | Calciatore              |
| -- | ---------------------- | ----- | ----------------------- |
|    | Cipro (bandiera)       | P     | Athos Chrysostomou      |
|    | Cipro (bandiera)       | P     | Giōrgos Panagī          |
|    | Grecia (bandiera)      | P     | Leonidas Panagopoulos   |
|    | Cipro (bandiera)       | P     | Dimitris Stylianou      |
|    | Cipro (bandiera)       | D     | Martinos Christofī      |
|    | Cipro (bandiera)       | D     | Anastasis Demetriou     |
|    | Spagna (bandiera)      | D     | Fran González           |
|    | Cipro (bandiera)       | D     | Panayiotis Frangeskou   |
|    | Cipro (bandiera)       | D     | Serghios Hadjidemetriou |
|    | Paesi Bassi (bandiera) | D     | Cendrino Misidjan       |
|    | Cipro (bandiera)       | D     | Demetris Moulazimis     |
|    | Portogallo (bandiera)  | D     | Pina                    |
|    | Capo Verde (bandiera)  | D     | Paulo Pina              |
|    | Romania (bandiera)     | D     | Cristian Sîrghi         |
|    | Cipro (bandiera)       | C     | Anastasios Andreou      |
|    | Portogallo (bandiera)  | C     | Rúben Brígido           |
|    | Portogallo (bandiera)  | C     | Diogo Rosado            |

| N. |                         | Ruolo | Calciatore             |
| -- | ----------------------- | ----- | ---------------------- |
|    | Uruguay (bandiera)      | C     | Christian Latorre      |
|    | Cipro (bandiera)        | C     | Leandros Lillis        |
|    | Gabon (bandiera)        | C     | Ulysse Ndong           |
|    | Ghana (bandiera)        | C     | Moustapha Quaynor      |
|    | Cipro (bandiera)        | C     | Pavlos Samboukasides   |
|    | Cipro (bandiera)        | A     | Theophilos Theokli     |
|    | Grecia (bandiera)       | A     | Andreas Vasilogiannīs  |
|    | Ghana (bandiera)        | A     | Chris Dickson          |
|    | Cipro (bandiera)        | A     | Rafail Giangoudakis    |
|    | Guinea (bandiera)       | A     | Alhassane Keita        |
|    | Cipro (bandiera)        | A     | Lefteris Kontonicola   |
|    | Cipro (bandiera)        | A     | Petros Kourou          |
|    | Paesi Bassi (bandiera)  | A     | Jesse Mayele           |
|    | Burkina Faso (bandiera) | A     | Issouf Ouattara        |
|    | Cipro (bandiera)        | A     | Theodoros Papanicolaou |
|    | RD del Congo (bandiera) | A     | Yannick Yenga          |